# 키로깅

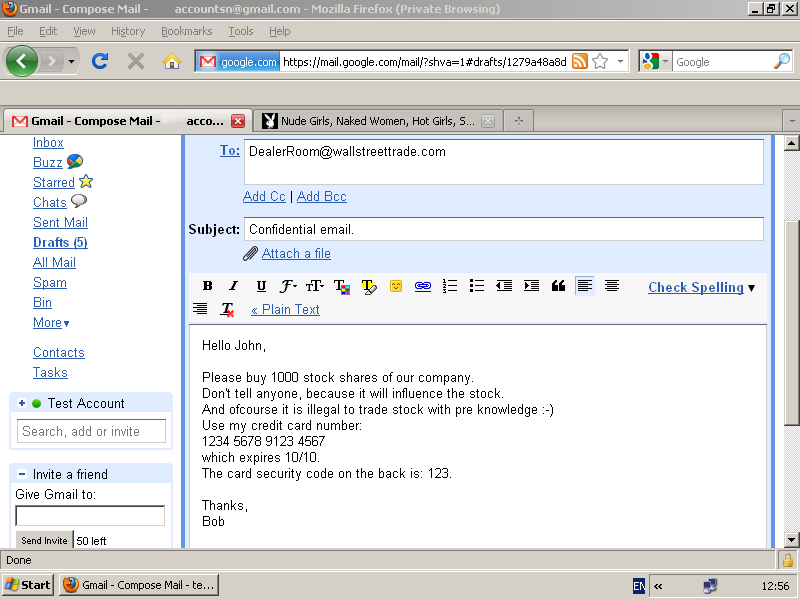
스크린캡처의 키로거의 예. 잠재적인 신뢰할만한 개인 정보를 담고 있다. 아래의 그림은 일치하는 키로거 텍스트 결과를 보유하고 있다.

키로깅(Keylogging, 키 스트로크 로깅(Keystroke logging)으로도 불림)은 사용자가 키보드로 PC에 입력하는 내용을 몰래 가로채어 기록하는 행위를 말한다. 하드웨어, 소프트웨어를 활용한 방법에서부터 전자적, 음향기술을 활용한 기법까지 다양한 키로깅 방법이 존재한다.

## 역사
초기의 키로거는 페리 키볼로위츠가 작성하여 1983년 11월 17일에 유즈넷 뉴스 그룹 net.unix-wizards,net.sources에 게시하였다.

## 같이 보기
- 안티 키로거
- 사이버 범죄
- 스파이웨어
- 트로이 목마 (컴퓨팅)
- 가상 키보드